# 10149 Cavagna
10149 Cavagna eller 1994 PA är en asteroid i huvudbältet som upptäcktes den 3 augusti 1994 av de båda italienska astronomerna Andrea Boattini och Maura Tombelli vid San Marcello-observatoriet. Den är uppkallad efter den italienska amatörastronomen Marco Cavagna.
Asteroiden har en diameter på ungefär 2 kilometer.